# 焚書坑儒
焚書坑儒（ふんしょこうじゅ、繁体字中国語: 焚書坑儒、簡体字中国語: 焚书坑儒、拼音: fénshū kēngrú）とは、古代中国の秦代に発生した思想弾圧事件。焚書は「書を燃やす」こと、坑儒とは「儒者を坑（穴）に生き埋めにする」を意味する。

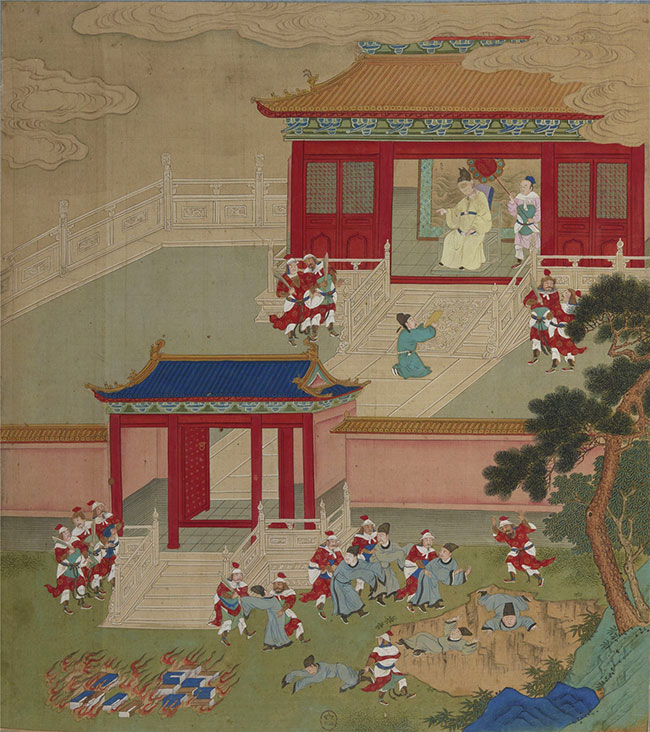
《帝鑑図説》　始皇帝による焚書坑儒

## 概要
『史記』秦始皇本紀によると、始皇34年（紀元前213年）、博士淳于越は郡県制に反対し、いにしえの封建制を主張した。丞相の李斯は、儒者たちがいにしえによって体制を批判していると指摘し、この弾圧を建議した。始皇帝はこの建議を容れて、医薬・卜筮・農事以外の書物の所有を禁じた「挟書律」を制定した。
これにより、民間人が所持していた書経・詩経・諸子百家の書物は、ことごとく郡の郡守・郡尉に提出させ、焼き払うことが命じられた（焚書）。また、李斯は秦の史家によるものを除いたすべての史書も燃やすべきであると主張し、各諸派によって書かれた書物は、地域の官僚に処分をするよう命令が出された。儒教の経典である六経のうちの『楽経』はこの時失われ、漢代に五経として確立された。
翌紀元前212年、盧生や侯生といった方士や儒者が、始皇帝は独裁者で刑罰を濫発していると非難して逃亡したため、咸陽の方士や儒者460人余りを生き埋めにし虐殺した（坑儒）。ただし、その後も秦に仕えた儒者はおり、陳勝・呉広の乱が起きた際に二世皇帝胡亥が儒者の叔孫通に諮問している。
紀元前206年、漢の高祖劉邦が秦を滅ぼしたが、依然として挟書律は現行法であり、その後恵帝4年（紀元前191年）11月になってようやく廃止された。また、『韓非子』和氏篇には商鞅に仮託して、挟書を政策として採用すべきだと議論しており、李斯の独創ではなく、戦国末期には法家によって提案されていた政策だった。
後世に魯迅は「華徳焚書異同論」において、ナチス・ドイツの焚書と比較して焚書坑儒は進歩的な行為だったと主張している。また文化大革命時には、「批林批孔」運動において、毛沢東が焚書・坑儒を正当化する漢詩を詠じたが、後に中国共産党の公式見解の一つとされる席簡・金春明『「文化大革命」簡史』では、毛の漢詩を「表面的には歴史学者の学術書に対して反対意見を述べているようにみえるが、（中略）政治闘争の必要から書かれたものである」と述べている。

## 書の五厄
隋の牛弘は、隋代までの歴朝の書物の災厄の筆頭に、焚書・坑儒を挙げている（『隋書』「牛弘伝」）。
1. 始皇帝の焚書
2. 新末の王莽打倒の叛乱による国家蔵書の焼失
3. 後漢末の三国鼎立に至る動乱による国家蔵書の散逸
4. 西晋末の永嘉の乱の動乱による国家蔵書の散逸
5. 梁末の元帝が西魏軍に包囲された江陵城で自らの手で国朝の蔵書に火を放った事による散逸

ただし、政策上の理由から書物が災厄を被ったのは始皇帝の焚書のみであり、残り4つはいずれも王朝末期の混乱によるもの。

## 関連人物
- 扶蘇 - 始皇帝の長男。父が行おうとしている焚書坑儒を止めようとして左遷された。
- 伏勝 - 重要な本を壁に隠したり、二酉（大酉山と小酉山）という二つの山の石窟（二酉蔵書洞）に隠した伝説を持つ。この山には、伝説の黄帝の図書館もあったとされ、焚書で隠され、漢王朝となり書を献上した後も多くの学者や政治家が、ここに通い書を読んだり、この地を神聖視し建物を建てたりした[4]。